# Plonéour-Lanvern
Plonéour-Lanvern (Ploneour-Lanwern in Breton) là một xã của tỉnh Finistère, thuộc vùng Bretagne, miền tây bắc Pháp.

## Dân số

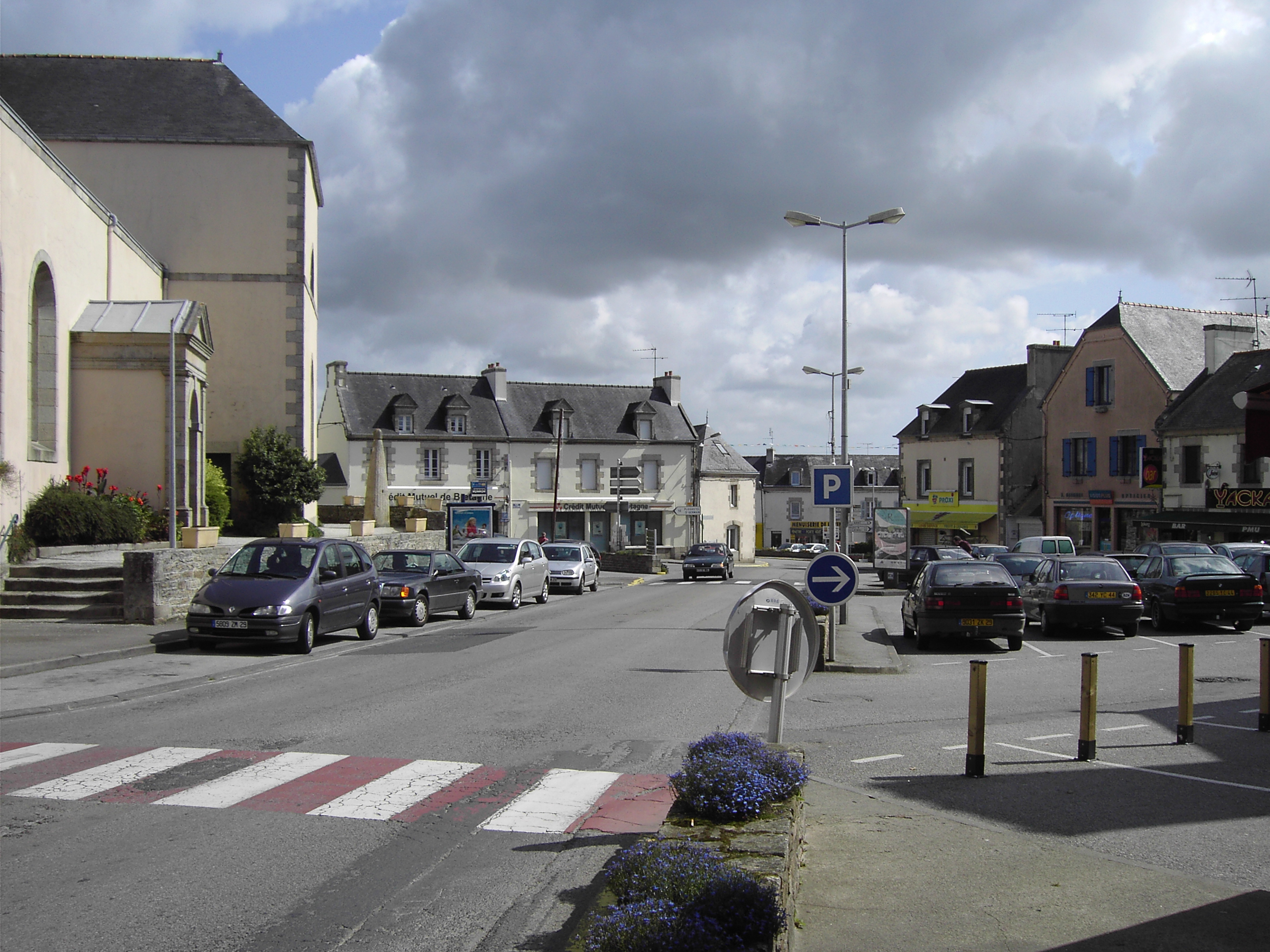
Plonéour-Lanvern

Người dân ở Plonéour-Lanvern được gọi là Plonéouristes.